# Bastian Hein
Bastian Hein (* 1974) ist ein deutscher Zeithistoriker.

## Leben
Hein absolvierte ein Studium der Anglistik und Geschichte und war nach Studienende von 2001 bis 2004 sowie von 2008 bis 2011 am Institut für Zeitgeschichte in München tätig. An der Universität Regensburg wurde er 2004 promoviert sowie 2011 habilitiert und ist dort als Privatdozent für Neuste und Zeitgeschichte tätig. Des Weiteren arbeitete er als Lehrkraft an einem Gymnasium in Rosenheim und als Referent in der Bayerischen Staatskanzlei, im Bundeskanzleramt und im Bayerischen Wissenschafts- bzw. Kultusministerium mit. Hein forscht und veröffentlicht zu Themen der deutschen Politik- und Gesellschaftsgeschichte im 20. Jahrhundert.

## Schriften (Auswahl)
- Die Westdeutschen und die Dritte Welt. Entwicklungspolitik und Entwicklungsdienste zwischen Reform und Revolte 1959–1974, Oldenbourg, München 2006, ISBN 978-3-486-57880-5 (Zugleich Dissertation, Universität Regensburg, 2004).
- Elite für Volk und Führer? Die Allgemeine SS und ihre Mitglieder 1925–1945, Oldenbourg, München 2012, ISBN 978-3-486-70936-0 (Zugleich Habilitationsschrift, Universität Regensburg, 2011)
- Die SS. Geschichte und Verbrechen, Beck, München 2015, ISBN 978-3-406-67513-3.